# Diecéze čchunčchonská
Diecéze čchunčchonská (lat. Dioecesis Chuncheonensis, korejsky 춘천 교구) je korejská římskokatolická diecéze, ležící v obou částech historické provincie Kangwon (Kangwon v Jižní Koreji a Kangwon v Severní Koreji). Sídlo biskupství i původní katedrála se nachází v Čchunčchonu, v Jižní Koreji. Část území diecéze se nachází také v Severní Koreji, kde je ale veškerá činnost znemožněna ze strany vlády země. Čchunčchonská diecéze je sufragánem soulské arcidiecéze.
Od roku 2010 je diecézním biskupem Mons. Luke Kim Woon-hoe, který je zároveň i apoštolským administrátorem hamhŭngské diecéze.

## Historie
Apoštolská prefektura Shunsen byla zřízena 25. dubna 1939. K 16. červenci 1950 byla přejmenována na Chunchon. K povýšení prefektury na apoštolský vikariát došlo 20. září 1955. Dne 10. března 1962 byl vikariát povýšen na diecézi Ch’unch’ŏn (Čchunčchon).
Území diecéze je rozděleno Korejským demilitarizovaným pásmem. Ze strany vlády Severní Koreje není umožněna faktická správa severokorejské části diecéze (ani žádné jiné diecéze na severokorejském území), protože tamní vláda soustavně potlačuje a perzekuuje jakoukoli náboženskou činnost;

## Věřící
Na území diecéze (jihokorejská část) již několik let stoupá počet katolíků. V roce 1970 představovali přibližně 1,6% část populace (31 868 osob z celkových 2 000 000), v roce 2013 se pohyboval počet katolíků přibližně na 7,4% (82 606 osob z celkových 1 111 165). K roku 2013 působí v diecézi 129 kněží (oproti 40 v roce 1970).

## Poloha
Čchunčchonská diecéze sousedí na severu s Územním opatstvím Tŏkwon, na severozápadu s pchjongjangskou diecézí, na západě se soulskou arcidiecézí (její severokorejskou částí) a s diecézí Uijeongbu, na jihozápadě se suwonskou diecézí a na jihu s diecézí Wondžu.